# David da Silva
David da Silva (sinh ngày 12 tháng 11 năm 1989) là một cầu thủ bóng đá người Brasil.

## Sự nghiệp câu lạc bộ
David da Silva đã từng chơi cho Zweigen Kanazawa.